# Wereldkampioenschappen openwaterzwemmen 2019 - 25 kilometer mannen
De 25 kilometer openwaterzwemmen voor mannen tijdens de wereldkampioenschappen openwaterzwemmen 2019 vond plaats op 19 juli 2019 in het Yeosu Expo Ocean Park.

## Uitslag
| Rang   | Naam                 | Land             | Tijd           |
| ------ | -------------------- | ---------------- | -------------- |
| Goud   | Axel Reymond         | Frankrijk        | 4:51:06.2      |
| Zilver | Kirill Beljajev      | Rusland          | 4:51:06.5      |
| Brons  | Alessio Occhipinti   | Italië           | 4:51:09.5      |
| 4      | Simone Ruffini       | Italië           | 4:51:14.9      |
| 5      | Kai Edwards          | Australië        | 4:51:17.2      |
| 6      | Jevgeni Drattsev     | Rusland          | 4:51:19.6      |
| 7      | Alberto Martínez     | Spanje           | 4:51:44.1      |
| 8      | Andreas Waschburger  | Duitsland        | 4:52:26.3      |
| 9      | Sören Meißner        | Duitsland        | 4:52:52.9      |
| 10     | Gergely Gyurta       | Hongarije        | 4:52:57.5      |
| 11     | Matěj Kozubek        | Tsjechië         | 4:54:27.5      |
| 12     | Yuval Safra          | Israël           | 4:54:38.7      |
| 13     | Evgenij Pop Acev     | Noord-Macedonië  | 4:54:39.9      |
| 14     | David Heron          | Verenigde Staten | 4:55:11.8      |
| 15     | Brennan Gravley      | Verenigde Staten | 4:57:17.5      |
| 16     | Vitali Choedjakov    | Kazachstan       | 4:58:33.0      |
| 17     | Daniel Delgadillo    | Mexico           | 5:02:41.6      |
| 18     | Bailey Armstrong     | Australië        | 5:04:10.7      |
| 19     | Lu Mingyu            | China            | 5:15:20.6      |
| 20     | Wang Ruoyu           | China            | 5:15:29.3      |
| 21     | Lev Tsjerepanov      | Kazachstan       | 5:22:47.4      |
| 22     | Maximiliano Paccot   | Uruguay          | 5:41:44.7      |
| 23     | Marc-Antoine Olivier | Frankrijk        | Niet gefinisht |
| 23     | Kristóf Rasovszky    | Hongarije        | Niet gefinisht |